# Gilles Vigneault
Gilles Vigneault, GOQ (* 27. Oktober 1928 in Natashquan/Québec) ist ein kanadischer Autor, Dichter, Komponist, Musiker und Schauspieler.

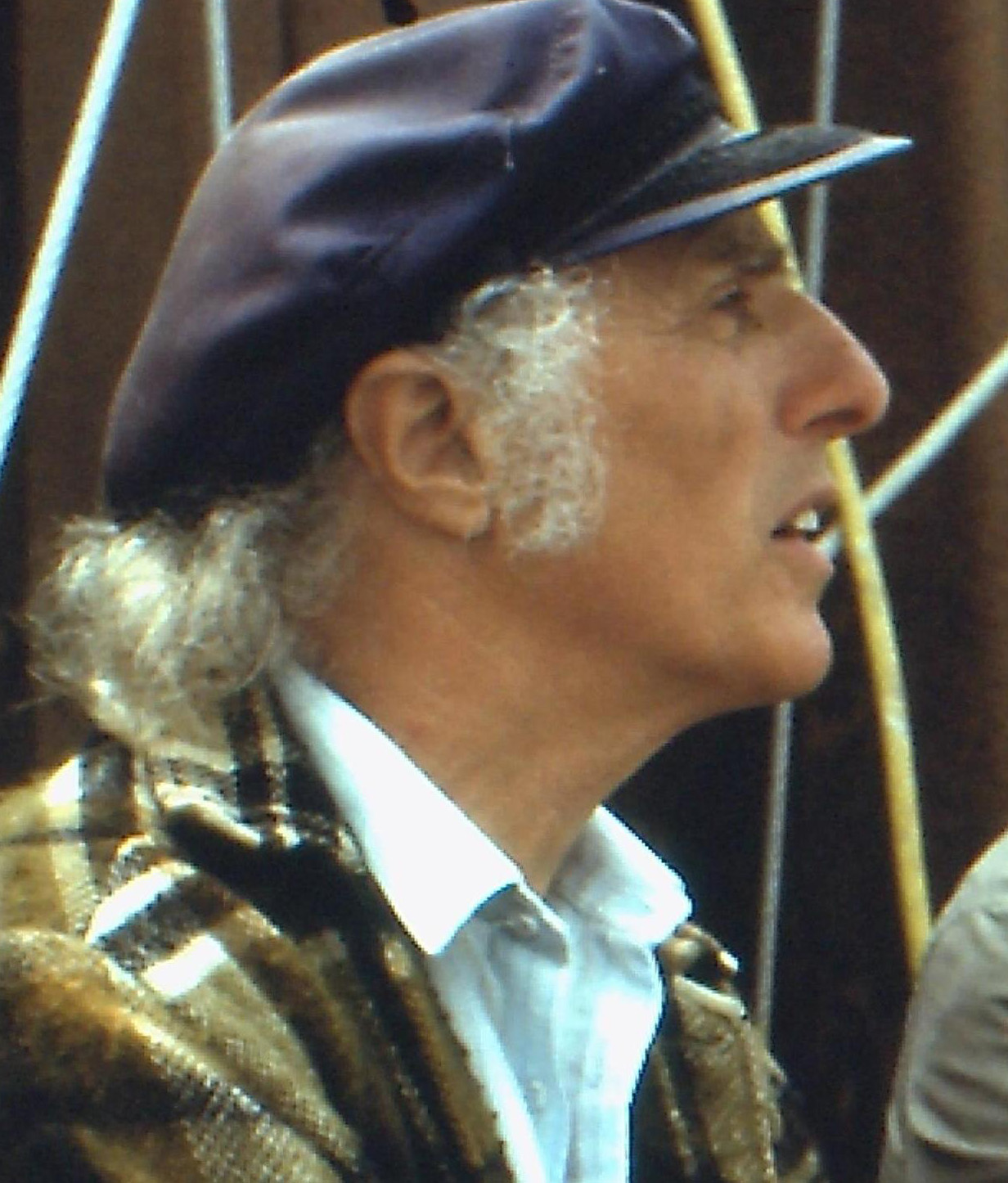
Gilles Vigneault, 1989

## Diskografie
Alben
- 1962: Gilles Vigneault
- 1963: Gilles Vigneault chante et récite, vol. 2
- 1964: Gilles Vigneault, vol. 3
- 1965: À la Comédie-Canadienne
- 1966: Mon pays
- 1966: Gilles Vigneault enregistré à Paris
- 1967: La Manikoutai
- 1968: Le Nord du nord
- 1969: Les Voyageurs
- 1969: Musicorama: Olympia 1969
- 1971: Les Grands Succès de Gilles Vigneault
- 1971: Le Temps qu’il fait sur mon pays
- 1971: C’est le temps
- 1973: Pays du fond de moi
- 1973: TNM 73
- 1976: J’ai planté un chêne
- 1977: À l’encre blanche
- 1977: Gilles Vigneault à Bobino
- 1978: Comment vous donner des nouvelles
- 1978: Les Quatre Saisons de Piquot
- 1979: Avec les mots du dimanche
- 1982: Combien de fois faut-il parler d’amour
- 1983: Un jour, je ferai mon grand cerf-volant
- 1986: Mets donc tes plus belles chansons ensemble
- 1987: Les îles
- 1990: 1960-1990: Chemin faisant
- 1992: Le Chant du portageur
- 1996: C’est ainsi que j’arrive à toi
- 2001: Voyagements: En direct du théâtre Champlain
- 2003: Au bout du cœur
- 2004: Un dimanche à Kyoto
- 2006: Les quatre saisons de Piquot
- 2008: Arriver chez soi
- 2010: Retrouvailles
- 2011: Retrouvailles 2
- 2014: Vivre debout
- 2018: Ma jeunesse
- 2021: Comme une chanson d’amour

## Bibliografie
Eigene Werke
- L’apprenti sage, Textes recueillis par Mia Dumont. Éd. de l'Homme, Montréal 2008, ISBN 2-7619-2505-X.
- mit Marc Legras: Gilles Vigneault de Natashquan. Fayard / Chorus, Paris 2008, ISBN 2-213-62945-5.
- Les almanachs. Les nouvelles éditions de l'arc, Montréal 2005, ISBN 2-89016-057-2.
- Le piano muet. Fides, Montréal 2002, mit CD, ISBN 2-7621-2465-4.
- Comme un arbre en voyage.  Entretiens avec François-Régis Barbry et Jean Royer. Édipresse, 1999, ISBN 2-9802849-3-9.
- L'armoire des jours. Les nouvelles éditions de l'arc, Montréal 1998, ISBN 2-89016-054-8.
- Entre musique et poésie. Bibliothèque québécoise, Montréal 1997, ISBN 2-89406-137-4.
- C'est ainsi que j'arrive à toi…. Les nouvelles éditions de l'arc, Montréal 1996, ISBN 2-89016-053-X.
- Bois de marée. Les nouvelles éditions de l'arc, Montréal 1992, ISBN 2-89016-045-9.
- Der Pelztierhändler, in: Moderne Erzähler der Welt. Kanada. Hg. & Übers. Walter E. Riedel. Erdmann-Verlag, 1976, S. 93–98 (L'acheteur, in Contes du coin de l'oeuil, Les nouvelles éditions de l'arc, Montréal 1966).

sekundär
- Marc Gagné: Propos de Gilles Vigneault. Montréal 1974.
- Roger Fournier: Gilles Vigneault, mon ami. Montréal 1972.
- Lucien Rioux: Gilles Vigneault. Paris 1969, Collection "Poètes d'aujoud'hui".
- Aline Robitaille: Gilles Vigneault. Montréal 1968.